# دوستلیک (ولایت جیزک)
دوستلیک (به ازبکی: Doʻstlik، دۉستلیک) یک منطقهٔ مسکونی در ازبکستان است که در شهرستان دوستلیک واقع شده‌است. دوستلیک ۱۶٬۱۱۰ نفر جمعیت دارد.